# 조지 마틴
조지 헨리 마틴 경(영어: Sir George Henry Martin, 1926년 1월 3일 ~ 2016년 3월 8일)은 영국의 음악 프로듀서이다. 다섯 번째 비틀(The fifth Beatles)로 자주 회자되는 그는, 비틀즈의 거의 모든 음반에 대한 프로듀싱을 담당했다.
음악 산업과 대중 문화에 대한 기여를 인정받아 1988년에 대영 제국 훈장 3등급(CBE)을, 1996년에 기사 작위를 받았다. 프로듀서 자일스 마틴의 아버지이기도 하다.

## 생애
마틴은 정규적 수업은 받지 못했지만, 피아노를 배우며 자랐다. 청소년 시절에는 Fore Tune Tellers라는 밴드를 결성하기도 했었으며, 영화의 사운드트랙 음악을 만드는 것을 꿈으로 가지고 있었다.
제2차 세계 대전때 영국 공군으로 복무한 이후, 마틴은 길드홀음악연극학교에 진학하였다.졸업 후 그는 BBC의 클래식 음악 부서에서 일했으며, 1950년 EMI에 입사하게 된다. 그는 EMI의 산하 기업이자 당시 클래식 음악 및 극 음악 등을 전문적으로 다루던 팔로폰에서 일하게 되었다. 마틴은 후에 팔로폰의 대표가 되었으며, 녹음 세션과 아티스트등을 관할하는 스태프 프로듀서도 겸임하게 되었다. 1950년대 중반, 로큰롤이 인기를 끌자 마틴은 팔로폰에서 활동할 록 가수를 물색하였다. 그는 몇 명의 음악가를 찾아 음반을 내었지만, 큰 성공을 거둔 것은 없었다.
비틀즈 외에도 마틴은 셜리 배시, 버나드 크리빈스, 아메리카, 케니 로저스, 두들리 무어, 리틀 리버 밴드 등과 작업했다. 그는《All You Need is Ears》이라는 회고록에서 그의 인생과 그가 프로듀서를 맡았던 유명 음악들의 제작 과정 등을 설명했다. 그는 1999년에 은퇴했으며, 이와 동시에 자신이 프로듀서를 맡았던 곡들을 모은 회고적 성격의 앨범 《In My Life》를 발매했다.

## 비틀즈
1962년 여러 음반사를 찾아다니며 계약을 시도하던 비틀즈의 매니저 브라이언 엡스타인은 조지 마틴에게 비틀즈의 데모 테이프를 전해주었다. 마틴은 그 음악이 마음에 들어 했으며, 비틀즈 멤버들이 다른 것들을 연주해 보고 싶어한다는 것을 알게 되었다. 마틴은 비틀즈에게 오디션을 할 수 있는 기회를 주었으며, 드러머 피트 베스트를 제외한 멤버 전원이 오디션에 통과하게 되었다. 마틴은 피트 베스트의 드럼 실력이 마음에 들지 않았으며, 비틀즈 멤버들이 새 드러머를 구하자 피트 베스트를 추방하고 링고 스타로 대신했다. 첫 싱글 〈Love Me Do〉은 스튜디오의 드러머로 연주를 했는데, 이는 당시 링고 스타의 오디션을 볼 시간이 없었기 때문이다.
비틀즈의 프로듀서가 된 마틴은, 음악적으로 특별한 교육을 받지 않은 존 레논과 폴 매카트니의 음악적 아이디어를 개발 할 수 있게 도왔으며, 비틀즈의 곡들을 깔끔하게 손질하는 역할을 했다. 비틀즈와의 이러한 활동은 조지 마틴을 유명하게 만들었고, 그는 EMI를 떠나 동료 프로듀서들과 함께 Associated Independent Recording'이라는 회사를 설립한다. 약자로 AIR이라고도 한다.
비틀즈가 해체될 조짐을 보이기 시작하던 1969년에 마틴은 더 이상 해결할 수 없는 상태가 되어버린 비틀즈 멤버 간의 긴장감을 알게 되었다. 그는 비틀즈와의 작업을 거부하였고, 녹음 엔지니어나 비틀즈 멤버 스스로 그의 역할을 담당하게 했다. 하지만 마틴은 비틀즈 멤버들이 예전처럼 그와 같이 일할 것을 약속한 후에, 그들의 마지막 앨범《Abbey Road》를 만드는 것을 도와주었다.
매카트니는 1970년 비틀즈가 해체된 이후에도 조지 마틴과 몇 번 더 작업을 했다. 존 레논은 가끔 특이한 생각들을 음반으로 완성하기 위해 조지 마틴을 찾았으나, 조지 마틴의 스타일을 항상 마음에 들어 하지 않았다. 이로 인해 그는 대부분 스스로 음악을 프로듀싱했다. 조지 해리슨은 자신이 만든 곡이나 생각들이 앨범의 더 큰 흥행을 위해, 조지 마틴에 의해 거절되었다는 것을 알게 되었다. 후에 마틴은 "나는 해리슨에게 더 엄하게 대했다"고 인정했다. 그래서 해리슨은 자신의 음반을 스스로 프로듀싱 했으며 심지어 애비 로드 스튜디오에서 몇번 작업한 이후에는 스스로 녹음 스튜디오를 설립했다. 마틴은 링고 스타의 드럼을 "아주 안정적인 비트다"라고 칭찬했으나, 비틀즈 해체 후에는 따로 활동하게 되었다.
비틀즈 해체 후 몇 년이 흐르고도 마틴은 비틀즈와, 그들이 만들었던 음악으로 작업했다. 그는 녹음된 것을 리믹스해서 재발매 혹은 컴필레이션 앨범으로 출시했다. 몇 곡은 비틀즈의 원곡에 오케스트라를 입히기도 했으며, 비 지스와 피터 프램프턴이 출연했던, 영화 《Sergeant Pepper's Lonely Hearts Club Band》의 음악 감독을 맡기도 했다.
1989년도에 버클리 음악 대학에서 명예 박사 학위를 수여받았다.

## 사망
2016년 3월 8일에 향년 91세의 일기로 의문사했다. 비틀즈의 링고 스타가 자신의 트위터에서 그의 부고를 처음 냈다. "조지 마틴에게 신의 축복을. 당신의 사랑에 감사합니다" 등으로 추모하였다.

## 디스코그래피
아래 목록은 프로듀서로서 조지 마틴의 디스코그라피 중 중요한 음반만 추려 놓은 것이다.
| - 마이클 플랜더스, 도널드 스완 — 《At the Drop of a Hat》 (1960) - 비틀즈 — 《Please Please Me》 (1963) - 비틀즈 — 《With the Beatles》 (1963) - 마이클 플랜더스, 마이클 플랜더스드 스완 — 《At the Drop of Another Hat》 (1964) - 마이클 플랜더스, 마이클 플랜더스드 스완 — 《Bestiary of Flanders & Swann》 (1964) - 비틀즈 — 《A Hard Day's Night》 (1964) - 비틀즈 — 《Beatles for Sale》 (1964) - 게리 엔 더 페이스메이커스 — 《Ferry Cross the Mersey》 (1965) - 비틀즈 — 《Help!》 (1965) - 비틀즈 — 《Rubber Soul》 (1965) - 비틀즈 — 《Revolver》 (1966) - 비틀즈 — 《Sgt. Pepper's Lonely Hearts Club Band》 (1967) - 비틀즈 — 《Magical Mystery Tour》 (1967) - 비틀즈 — 《The Beatles》 (1968) - 비틀즈 — 《Yellow Submarine》 (1969) - 비틀즈 — 《Abbey Road》 (1969) - 링고 스타 — 《Sentimental Journey》 (1970) - 폴 윈터 콘소트 — 《Icarus》 (1973) - 아메리카 — 《Holiday》 (1974) | - 제프 벡 — 《Blow by Blow》 (1975) - 아메리카 — 《Hearts》 (1975) - 아메리카 — 《Hideaway》 (1976) - 제프 벡 — 《Wired》 (1976) - 지미 웹 — 《El Mirage》 (1977) - 아메리카 — 《Harbor》 (1977) - 게리 브루커 — 《No More Fear of Flying》 (1979) - 칩 트릭 — 《All Shook Up》 (1980) - 울트라복스 — 《Quartet》 (1982) - 폴 매카트니 — 《Tug of War》 (1982) - 폴 매카트니 — 《Pipes of Peace》 (1983) - 폴 매카트니 — 《Give My Regards to Broad Street》 (1984) - 로리 런던 — 《He's Got the Whole World in His Hands》 (1984) - 앤디 릭 — 《Say Something》 (1990) - 3D 피크닉 — 《New Wave Party》 (1991) - 폴 매카트니 — 《Flaming Pie》 (1997) - 셀린 디온 — 《Let's Talk About Love》 (1997) - 조지 마틴 — 《In My Life》 (1998) - 비틀즈 — 《Love》 (2006) |